# 花のズボラ飯
『花のズボラ飯』（はなのズボラめし）は、原作：久住昌之、作画：水沢悦子による日本の漫画。『Eleganceイブ』（秋田書店）2009年6月号より連載開始し、2015年10月号まで連載された。単行本は全3巻。宝島社『このマンガがすごい!』2012年版オンナ編第1位作品。
2016年時点の累計発行部数は70万部に達する。話数表記は「○皿め」。

## ストーリー
夫が単身赴任となってしまった主婦・駒沢 花が、毎日のごはんを手抜きメニュー（ズボラ飯）で乗り切ろうとするグルメ漫画作品。主人公の心理描写が多いことなど、同じく久住原作の別作品『孤独のグルメ』（谷口ジロー：作画）と共通する部分も多いため、女版孤独のグルメとして紹介されることもある。

## 登場人物
駒沢 花（こまざわ はな）
本作の主人公。東京に住む30歳（連載開始時。34皿めの翌日が誕生日で31歳に）の主婦。旧姓は「亀山」。夫が単身赴任することとなり、家の留守を預かる。電車で3駅先の本屋にパート勤務している。テンションが上がると一人称が「ハナコ」になる。これは本名の「花」より語感が可愛らしいという理由で自分をこう呼んでいる。駄洒落好きでボキャブラリーがかなり豊か。いたってルーズな性格であり夫のいない時は自堕落な生活を送っているが、気性の激しい一面もあり、食べ物関係でつっこみを入れることがあるほか草食系男子などの「はっきりしない男」などに怒りを感じることもある。
手間要らずでおいしい「ズボラ飯」を作って食べるのが好き。他の家事にしても、性格自体がズボラなため、夫が帰ってくる時以外は散らかしたままで暮らしている。掃除・洗濯は彼女にとっては「一大イベント」である。しかし、料理を作ることが苦手という訳ではなく、夫が帰ってくる時はそれなりに手間暇をかけた料理を作る。
成人女性としてはかなりハイカロリーな食生活を送っているが、一応体重や体型は気にしており、ダイエットなどをすることがある。しかし、大抵長続きしない。
大学2年の時に病気を患い、子供が出来にくい体になってしまっている。夫婦仲は非常に良好で、未だアツアツ。
ゴロさん
花の旦那で単身赴任中。作中では顔や姿や直接的な会話が描写されず、花の回想で身体の一部分が出てくる程度である。下の名前が『孤独のグルメ』の主人公・井之頭五郎と同じであるが名字や設定は全く異なる。
仕事はかなり忙しく、なかなか休みが取れないため家に帰って来ることは稀。休みが急な仕事で潰れてしまうこともしょっちゅうで、花はその度に悲しみ、愚痴っている。赴任先は1巻では福岡市、2巻では神戸と日本各地を転々としている他、シンガポールへ出張することもある。
食べっぷりは妻が惚れ惚れするほど気持ちがいい。綺麗好きで単身赴任中、花が家を散らかしまくっていることを知らない。結婚前は喫煙していた。
店長
花のパート先である本屋の初老の店長。口調は柔らかいが、話が長く愚痴っぽくなるところがあり、その部分は花が苦手としている。お汁粉を上手につくることができる妻がいる。
高円寺、小野
花の家の隣で同棲している「ヒッピーの生き残り」のような男性と女性。「高円寺」と「小野」がどちらの名字なのかは不詳。花に色々な食材をおすそわけする。2人とも子供は好きな方ではなく、結婚する予定もないと語っている。花からは度々「ジョン＆ヨーコやりたいカップル」と称される。
ミズキ
プロのイラストレーター。花の大学時代の親友で同い年の30歳。「ハナミズ」と呼ばれていたほどの仲良しで、今でも時々遊んだりしている。
タカシという彼氏と半分同居していたが結婚する気はなかった。しかし彼氏との子供が出来てしまい、できちゃった結婚することになった。
喫煙者だが、妊娠を機にタバコをやめた。
ウッチー（内山）、ガスケツ
花の大学時代の友人。ウッチーは既婚者で「幸せ太り」中。ガスケツは眼鏡をかけており、学生時代からオーディオおたくでAV関係以外には興味がなく、休日は秋葉原でAV機器あさりをして時間を潰しているため独身。会話中、2人で同じ言葉をハモってしまうタイミングで答える癖を持っている。
花の両親
母親は容姿が花に似ているが、性格は花に似ず几帳面で料理好き。花が子供の頃からショートカットの髪型で通している。花のズボラさを熟知しており、簡単なレシピを教えることもある。父親は無口だが温厚な性格で頭髪が薄く、娘のことを「花助」とあだ名で呼ぶことがある。

## 書誌情報
- 原作：久住昌之、作画：水沢悦子 『花のズボラ飯』 秋田書店、全3巻
  1. 2010年12月20日発売 ISBN 978-4-253-10452-4
  2. 2012年3月8日発売 ISBN 978-4-253-10459-3
  3. 2015年11月16日発売 ISBN 978-4-253-10611-5
- 原作：久住昌之、作画：水沢悦子 『花のズボラ飯 久住昌之セレクション』 秋田書店〈秋田文庫〉
  1. 2016年7月22日発売 ISBN 978-4-253-17480-0
- 『花のズボラ飯 うんま〜いレシピ』 主婦の友社 （本作のレシピ集）
  1. 2011年10月6日発売 ISBN 978-4-07-279781-5
- Mes petits plats faciles by Hana（フランス語版） (Komikku Editions)
  1. 2013年3月21日発売 ISBN 979-1091610155

## テレビドラマ
2012年10月より毎日放送（MBS）制作、TBS系列で放送。倉科カナは今作が民放連続ドラマ初主演。本枠での書籍化作品のドラマ化は『家族八景 Nanase,Telepathy Girl's Ballad』以来3作品ぶりとなる（漫画作品では『深夜食堂2』以来4作品ぶり）。

### キャスト
駒沢 花
演 - 倉科カナ（幼少期：内田桃華）
ゴロさんの妻。旧姓：亀山。手先が不器用で、家事が苦手なズボラ主婦。学生時代からバンドのユニコーンが好き。BOOKS DONアルバイト店員。三松學舎大学卒業。愛読書は『王家の紋章』など。
遅井
演 - 加藤シゲアキ（NEWS）
ズボラ生態研究所所長。HZB「素晴らしき哉、ズボラ主婦の世界」解説。日々、ズボラな人間を研究しており、花のズボラな生態を解説する。ドラマオリジナルキャラクター。エンディングではクックパッドに投稿されたズボラ飯を調理し、実食する。
早井
演 - 児嶋一哉（アンジャッシュ）
HZB「素晴らしき哉、ズボラ主婦の世界」実況アナウンサー。遅井の隣で、花のズボラな生態を実況する。ドラマオリジナルキャラクター。
ミズキ
演 - 菊池亜希子
花の親友。イラストレーター。手先が器用。
高円寺さん
演 - 浜野謙太
花の隣人（小野と同棲中）。
小野さん
演 - 野波麻帆
花の隣人（高円寺と同棲中）。
ウッチー
演 - 塚地武雅（ドランクドラゴン）
花の大学時代の友人。妻帯者。妻からはレコーディング・ダイエットを強要されている。
ガスケツ
演 - 山中崇
花の大学時代の友人。独身。ストックしている知識量が豊富で、澱みなく息継ぎも忘れて話し続ける。
小宮
演 - 深澤辰哉（Snow Man）
コンビニのアルバイト店員。
パン屋さん
演 - 浅利陽介
Pan de Pu-Pu店員。
警官
演 - 増田良（当時ジャニーズJr.）
天気予報士
演 - 狩野英孝
朝の情報番組の「教えてイケメン兄さ〜ん! 今日のお天気!!」コーナーでイケメン天気予報を伝える。
BOOKS DON店長
演 - 九墨正雪
花がアルバイトしている書店の店長。
亀山 日出夫 / ナレーション
演 - 志賀廣太郎
花の父親。花を陰ながら心配している。
亀山 さち子
演 - 麻丘めぐみ
花の母親。花を心配して電話をするが、大抵話は長い。
ゴロさん
声の出演 - バカリズム
花の夫（単身赴任中）。
アニメパート声優
声の出演 - 豊本明長・飯塚悟志・角田晃広（東京03）
毎回冒頭で、花が読んでいる本や、妄想などのイメージが表現されたアニメーションが挿入される。

#### ゲスト出演
第1話
- ミュージシャン（花の妄想内で花と熱愛報道される） - 福場俊策

第2話
- 書店で立ち読みするカップル - 滝裕可里、清水一希
- 電車内の大学生 - 三上竜平、延山信弘
- ペロの飼い主 - 菊地幸代
- 靴屋の店員 - 西原亜美

第3話
- ガンダーラ西久保（ヨガ式地球ダイエットの考案者・花の妄想内とダイエット本に登場） - 金剛地武志
- リポーター（花の妄想内に登場し、花に取材する） - 清野茂樹

第4話
- カッパ急便配達員 - 片桐仁
- ケンちゃん - 岩崎孝次（NAKED BOYZ） / カオリ - 遼河はるひ（車内のカップル / 第8話）
- 居酒屋の客 - 城野マサト
- 居酒屋の従業員 - 岡本篤

第5話
- 「世界!男子にトキメかれないコンテスト」司会者（花の妄想内に登場） - 山本圭祐
- 「花のお掃除狂騒曲〜ズボラ主婦の奮闘記〜」ナレーション（花の妄想内に登場） - 安元洋貴

第6話
- 肉の小島店員 - 須佐心一

第9話
- パン屋店員 - 町田宏器（最終話にも出演）

最終話
- ストリートミュージシャン - 加藤千晶、鳥羽修、高橋結子

### スタッフ
- 原作：久住昌之 / 漫画：水沢悦子『花のズボラ飯』（秋田書店 / 『エレガンスイブ』掲載）
- 原作協力：石井健太朗、金城小百合、阿部知司
- 脚本：オークラ、溝井英一デービス
- 脚本協力：溝井英一デービス、北川亜矢子
- 音楽：久住昌之、加藤千晶
- 演出：湯浅典子、深迫康之
- 演出補：日高貴士
- 音響効果：小山秀雄
- CG：森山ヒロカズ、三宅大介
- タイトルロゴ原案：川名潤
- フードコーディネーター：石森いづみ
- 振付：林健志（第3話）
- チーフプロデューサー：杉山剛、日枝広道、前原篤、丸山博雄
- プロデューサー：湯浅典子、前田利洋、深迫康之
- アソシエイトプロデューサー：阿部知司
- プロデューサー補：勝野逸未
- 制作：テレバイダー・エンタテイメント
- 制作協力：ドリマックス
- 製作：「花のズボラ飯」製作委員会2012、MBS

### 音楽
- 主題歌 - NEWS「ポコポンペコーリャ」（ジャニーズ・エンタテイメント）
- エンディング曲 - cossami「花のウクレレズボラ飯」（詞・曲：久住昌之）
- 挿入歌
  - 久住昌之「昨日の私」（詞：オークラ / 曲・ギター：久住昌之、第1話）
  - 加藤千晶「蟻と梨」（ガッタントン・レコード）

### サブタイトル
| 話数                                                      | 放送局 | 放送日         | サブタイトル                                 | 脚本             | 監督     |
| --------------------------------------------------------- | ------ | -------------- | -------------------------------------------- | ---------------- | -------- |
| 1皿め                                                     | TBS    | 2012年10月23日 | シャケトー&ピザトースト・シャンチョビ味      | オークラ         | 湯浅典子 |
| 1皿め                                                     | MBS    | 2012年10月25日 | シャケトー&ピザトースト・シャンチョビ味      | オークラ         | 湯浅典子 |
| 2皿め                                                     | TBS    | 2012年10月30日 | 明太子豆腐丼&生栗&レトルトのクリームシチュー | オークラ         | 湯浅典子 |
| 2皿め                                                     | MBS    | 2012年11月01日 | 明太子豆腐丼&生栗&レトルトのクリームシチュー | オークラ         | 湯浅典子 |
| 3皿め                                                     | TBS    | 2012年11月06日 | 3日目のカレー&変わり餃子                     | オークラ         | 湯浅典子 |
| 3皿め                                                     | MBS    | 2012年11月08日 | 3日目のカレー&変わり餃子                     | オークラ         | 湯浅典子 |
| 4皿め                                                     | TBS    | 2012年11月13日 | 居酒屋グルメ&コンビニおにぎり茶漬け          | 溝井英一デービス | 湯浅典子 |
| 4皿め                                                     | MBS    | 2012年11月15日 | 居酒屋グルメ&コンビニおにぎり茶漬け          | 溝井英一デービス | 湯浅典子 |
| 5皿め                                                     | TBS    | 2012年11月20日 | レバーパテ&ポトケチャミルク味噌鍋            | オークラ         | 深迫康之 |
| 5皿め                                                     | MBS    | 2012年11月22日 | レバーパテ&ポトケチャミルク味噌鍋            | オークラ         | 深迫康之 |
| 6皿め                                                     | TBS    | 2012年11月27日 | 高級ステーキ&サイコロステーキ丼              | 溝井英一デービス | 深迫康之 |
| 6皿め                                                     | MBS    | 2012年11月29日 | 高級ステーキ&サイコロステーキ丼              | 溝井英一デービス | 深迫康之 |
| 7皿め                                                     | TBS    | 2012年12月04日 | ブルハチワッフル&野菜炒めドカのせラーメン    | オークラ         | 湯浅典子 |
| 7皿め                                                     | MBS    | 2012年12月06日 | ブルハチワッフル&野菜炒めドカのせラーメン    | オークラ         | 湯浅典子 |
| 8皿め                                                     | TBS    | 2012年12月11日 | 風邪退治汁&全部入れ鍋&トロフワ親子丼         | 溝井英一デービス | 深迫康之 |
| 8皿め                                                     | MBS    | 2012年12月13日 | 風邪退治汁&全部入れ鍋&トロフワ親子丼         | 溝井英一デービス | 深迫康之 |
| 9皿め                                                     | TBS    | 2012年12月18日 | ミズキのけんちん汁&花のカツ丼                | オークラ         | 湯浅典子 |
| 9皿め                                                     | MBS    | 2012年12月20日 | ミズキのけんちん汁&花のカツ丼                | オークラ         | 湯浅典子 |
| 10皿め                                                    | TBS    | 2012年12月25日 | 湯豆腐&クリスマス○○!                         | オークラ         | 湯浅典子 |
| 10皿め                                                    | MBS    | 2012年12月27日 | 湯豆腐&クリスマス○○!                         | オークラ         | 湯浅典子 |
| 平均視聴率 1.6%（視聴率は関東地区・ビデオリサーチ社調べ） |        |                |                                              |                  |          |

### ネット局
| 放送地域       | 放送局                | 系列    | 放送期間                       | 放送日時              | ナビ放送日時                 | 備考              |
| -------------- | --------------------- | ------- | ------------------------------ | --------------------- | ---------------------------- | ----------------- |
| 関東広域圏     | TBSテレビ（TBS）      | TBS系列 | 2012年10月23日 - 12月25日      | 火曜 24:55 - 25:25    | 2012年10月16日 24:55 - 25:25 | 制作局より2日先行 |
| 近畿広域圏     | 毎日放送（MBS）       | TBS系列 | 2012年10月25日 - 12月27日      | 木曜 24:55 - 25:25    | 2012年10月18日 25:10 - 25:40 | 制作局            |
| 中京広域圏     | 中部日本放送（CBC）   | TBS系列 | 2012年10月29日 - 2013年1月14日 | 月曜 25:30 - 26:05    | 2012年10月22日 25:30 - 26:05 | 4日遅れ           |
| 北海道         | 北海道放送（HBC）     | TBS系列 | 2012年10月29日 - 2013年1月7日  | 月曜 25:56 - 26:26    | 2012年10月22日 25:56 - 26:26 | 4日遅れ           |
| 岡山県・香川県 | 山陽放送（RSK）       | TBS系列 | 2012年10月31日 - 2013年1月9日  | 水曜 23:50 - 24:20    | 2012年10月24日 23:50 - 24:20 | 6日遅れ           |
| 静岡県         | 静岡放送（SBS）       | TBS系列 | 2012年11月1日 - 2013年1月3日   | 木曜 25:25 - 25:55    | 2012年10月25日 25:25 - 25:55 | 7日遅れ           |
| 鹿児島県       | 南日本放送（MBC）     | TBS系列 | 2012年11月5日 - 2013年1月14日  | 月曜 24:10 - 24:40    | 2012年10月29日 24:10 - 24:40 | 11日遅れ          |
| 高知県         | テレビ高知（KUTV）    | TBS系列 | 2012年11月6日 - 2013年1月22日  | 火曜 23:50 - 24:20    | 放送なし                     | 12日遅れ          |
| 熊本県         | 熊本放送（RKK）       | TBS系列 | 2012年11月7日 - 2013年1月23日  | 水曜 24:55 - 25:25    | 2012年10月31日 24:55 - 25:25 | 13日遅れ          |
| 宮崎県         | 宮崎放送（MRT）       | TBS系列 | 2012年11月19日 - 2013年1月28日 | 月曜 24:55 - 25:25    | 2012年11月12日 24:55 - 25:25 | 25日遅れ          |
| 山口県         | テレビ山口（tys）     | TBS系列 | 2012年12月1日 - 2013年2月2日   | 土曜 26:41 - 27:11    | 2012年11月24日 26:41 - 27:11 | 37日遅れ          |
| 福島県         | テレビユー福島（TUF） | TBS系列 | 2013年1月7日 - 3月11日         | 月曜 24:50 - 25:20    | 2013年1月7日 24:20 - 24:50   | 74日遅れ          |
| 山梨県         | テレビ山梨（UTY）     | TBS系列 | 2013年1月8日 - 1月22日         | 月-金曜 16:20 - 16:50 | 2013年1月7日 16:20 - 16:50   |                   |
| 岩手県         | IBC岩手放送（IBC）    | TBS系列 | 2013年1月11日 - 3月15日        | 金曜 15:50 - 16:20    | 2013年1月4日 15:50 - 16:19   | 78日遅れ          |
| 鳥取県・島根県 | 山陰放送（BSS）       | TBS系列 | 2013年2月2日 - 4月20日         | 土曜 26:20 - 26:50    | 2013年1月26日 26:20 - 26:50  | 100日遅れ         |

- 北海道放送（HBC）では、2016年7月4日より 月曜-木曜 10:30-11:00にて再放送される。

### DVD
全1巻がアニプレックスより発売。
| 巻数 | 発売日        | 収録話                     | 規格品番   | 備考 |
| ---- | ------------- | -------------------------- | ---------- | ---- |
| 1    | 2013年3月20日 | 第1話 - 第10話 ＋ 特典映像 | ANSB-50041 |      |

### 関連書籍
- 花のズボラ飯 公式レシピ（宝島社、2012年12月5日発売、ISBN 978-4-80-020404-2）